# Santo Antônio do Içá
Santo Antônio do Içá is een gemeente in de Braziliaanse deelstaat Amazonas. De gemeente telt 30.351 inwoners (schatting 2009).

## Aangrenzende gemeenten
De gemeente grenst aan Amaturá, Japurá, Jutaí, São Paulo de Olivença, Tabatinga en Tonantins.

### Landsgrens
En de gemeente grenst met als landsgrens aan de gemeente Leticia en Tarapacá in het departement Amazonas met het buurland Colombia.